# Leonardo Biagini
Leonardo Ángel Biagini mais conhecido como Leonardo Biagini, nasceu em Santa Fe, 13 de Abril de 1977 é um futebolista argentino que atualmente está sem clube.